# Сигнальний
Сигна́льний (рос. Сигнальный) — селище у складі Нижньотуринського міського округу Свердловської області.
Населення — 616 осіб (2010, 694 у 2002).
Національний склад населення станом на 2002 рік: росіяни — 91 %.